# Hermann Sihler
Hermann Sihler (* 29. November 1883 in Heilbronn; † 9. April 1968 in Weinsberg) war ein deutscher Rechtsanwalt, Kommunalpolitiker und Landrat.
Sihler besuchte das humanistische Karlsgymnasium in Heilbronn. Während der Schulzeit lernte er Theodor Heuss, den nachmaligen Bundespräsidenten, kennen. Zwischen ihnen entwickelte sich eine lebenslange enge Freundschaft. Nach dem Schulabschluss im Jahr 1902 studierte er ab dem Wintersemester 1903/04 zunächst in Tübingen und später in Berlin Jura. Während des Studiums schloss er sich der Studentenverbindung Landsmannschaft Schottland an. Nach Bestehen des Assessorexamens ließ sich Sihler 1912 in Heilbronn als Rechtsanwalt nieder. Als Anhänger Friedrich Naumanns schloss er sich der Demokratischen Partei an. Neben seiner Tätigkeit als Rechtsanwalt stellte sich Sihler für eine Reihe von gemeinnützigen Ämtern zur Verfügung, was ihm insbesondere nach Beendigung des Zweiten Weltkrieges hoch angerechnet wurde. 1945 war er zweiter Bürgermeister von Heilbronn. Ab 16. Oktober 1945 war er zunächst kommissarischer, vom 9. September 1946 bis 8. Oktober 1948 dann vom Kreistag gewählter Landrat des Landkreises Heilbronn. In seiner kommissarischen Zeit als Landrat gehörte er der Vorläufigen Volksvertretung für Württemberg-Baden an. Sein Nachfolger als Landrat war Eduard Hirsch. Vom 28. Januar 1951 bis 1958 gehörte Sihler dem Gemeinderat der Stadt Heilbronn an.

## Auszeichnungen
- 1915 Ritterkreuz II. Klasse mit Schwertern des württembergischen Friedrichs-Ordens
- Bundesverdienstkreuz 1. Klasse des Verdienstordens der Bundesrepublik Deutschland